# ビザビグループ
ビザビグループは岡山県岡山市北区に拠点を置く広告宣伝と出版・情報サービスを主な事業とする企業グループである。

## 概要
当グループは、6つの法人で構成され、広告宣伝とテレビ・ラジオのCM製作・デザインなどを行う「ビザビコミュニケーションズ」、販売促進やイベント企画の「ビザビプロモーション」、岡山をエリアとする各種情報誌の発行や求人情報・紹介等を行う「ビザビリレーションズ」が中心となっている。またグループ名の「ビ・ザ・ビ」は、フランス語で「お互いが顔を向け合い、見つめ合うこと」を意味する。

## 沿革
- 1934年（昭和 9年） - 毎日新聞岡山支局にて創業 。
- 1947年（昭和22年） - 岡山市内山下相生町3丁目に、独立した社屋を竣工。
- 1950年（昭和25年） - 有限会社毎日新聞広告取扱所を設立。
- 1961年（昭和36年） - 有限会社毎日新聞広告岡山営業所に改称。
- 1963年（昭和38年） - 岡山市磨屋町10番11号に社屋を移転。
- 1968年（昭和43年） - 株式会社岡山毎日広告社に組織変更及び改称。
- 1977年（昭和52年） - 株式会社アス設立、月刊誌タウン情報おかやま創刊。
- 1982年（昭和57年） - 岡山市内山下1丁目3番1号に新社屋竣工。
- 1992年（平成 4年） - CIを導入、グループ名称がビザビになる。
- 2000年（平成12年） - 株式会社アスにおいて人材紹介業、人材派遣業を開始。
- 2007年（平成19年） - ビザビ東京本部を開設。
- 2008年（平成20年） - ビザビ四国支社を開設。
- 2009年（平成21年） - 岡山毎日広告社をビザビ・岡山毎日広告社・ビザビコミュニケーションズに分割。アスをビザビリレーションズに改称。

## 主な発行物
ビザビリレーションズが出版物をてがけ、なかでもタウン情報おかやまは創刊から42年以上なる岡山県内で草分け的な情報誌で、毎月56,000部を発行し県内殆どの書店やコンビニエンスストア等に置かれている。
- 「タウン情報おかやま」 月刊
- 「オセラ」 地域生活情報誌　隔月刊
- 「リリオ」 女性向け情報誌　季刊
- 「LLIO Weding」 ブライダル誌　季刊
- 「ごっつぉ」 飲食情報誌

## ウェブサイトとの提携
- ぐるなびの岡山県を担当している。
- 昔は、ダイヤモンド就活ナビの岡山県内で開催される企業合同説明会の主催をしていたが、現在は山陽新聞が提携しており[1]、ダイヤモンド就活ナビとは関係がなくなって自社で岡山県と香川県の企業合同説明会を行っていて、岡山県内や香川県内で行われる企業合同説明会や就職活動のやり方の講座の広告をタウン情報おかやまに掲載している。（広告の量は岡山県内向けの方が多い）